# Bradycneme
A Bradycneme a theropoda dinoszauruszok egyik neme.
70–66A leletet, egy jobb alsó lábszárat (BMNH A1588) Erdélyben találták meg (Hátszegvidék) egy maastrichti felső-kréta kori sepsiszentgyörgyi formációban. 
Először azt gondolták róla, hogy egy óriási bagoly ősmaradványról van szó.

## Története
Harrison és Walker két romániai bradycnemidát írt le 1975-ben, a B. draculae-t és a Heptasteornis andrewsi-t. Ezeket a példányokat kezdetben pelecaniform madárnak gondolták, az Elopteryx nopcsaihoz rendelték. A Bradycneme jelentése "merengő láb", az ókori görög bradys (βραδύς) "lassú, kneme" + kneme (κνήμη) "láb", szavakból, mivel a holotípus, a BMNH A1588, egy 37,8 milliméter széles disztális tibiotarsus, amit Maud Eleanora Seeley talált meg. Ez alapján, ha az állat valóban bagoly lett volna, akkor az két méter testmagasságot jelezne.  A draculae név román "dracul" szóból ered, ami a "sárkány" szóra és Drakulára utal.
A példányokat hamarosan összehasonlították a kis theropoda dinoszauruszokkal. A három nemzetséget, a Bradycneme-t, az Elopteryxet és a Heptasteornist azóta számos alkalommal szinonimizálták, áthatározták és újraértékelték, főleg a maradványok töredékessége miatt. Három proximális femora és három distalis tibiotarsus létezik, amelyek egy, két vagy három fajhoz tartozhatnak. Legalább az egyiket troodontidnak tekintik.
A legfrissebb értékelések szerint a Bradycneme és a Heptasteornis azonos és valószínűleg a Tetanurae tagjai voltak, de Darren Naish nem követte a szinonimát, és a Heptasteornist alvarezsauridának találta, miközben a Bradycneme-t a határozatlan maniraptorának.

## Fordítás
Ez a szócikk részben vagy egészben  a   Bradycneme című angol Wikipédia-szócikk ezen változatának fordításán alapul.  Az eredeti cikk szerkesztőit annak laptörténete sorolja fel. Ez a jelzés csupán a megfogalmazás eredetét és a szerzői jogokat jelzi, nem szolgál a cikkben szereplő információk forrásmegjelöléseként.